# Alexei Mateevici
Alexei Mateevici (Căinari, 1º marzo 1888 – Chișinău, 24 agosto 1917) è stato un poeta moldavo di lingua romena.

## Biografia
Nacque a Căinari, nell'est della Bessarabia, a quel tempo parte dell'Impero russo e oggi parte della Moldavia. Studiò presso la scuola teologica di Chișinău e pubblicò diverse poesie come Țăranii ("contadini"), Eu cânt ("Io canto") e Țara ("Il Paese") sul giornale Basarabia, nonché due articoli sul folklore moldavo. Autore di numerosi articoli sulla religione in Moldavia, studiò all'Accademia teologica di Kiev, dove si laureò nel 1914. Nello stesso anno sposò Teodora Borisovna Novitski, quindi tornò a Chişinău, dove divenne professore di greco alla scuola teologica. Il 24 agosto 1917 morì di tifo all'età di 29 anni.